# Centelles (llinatge)
Els Centelles (en llatí: Centelles, Sentelles, Centellis, Centillas) són una família de la més alta noblesa del Principat de Catalunya  Senyors des del segle XI del castell de Sant Martí de Centelles, prengueren aquest topònim per cognom. El llinatge dels Centelles destacà en els exèrcits terrestres i marítims dels reis d'Aragó. Les seves armes heràldiques són losanjat d'or i gules.

## Antecedents
- Guadall I, vivia el 1041 i que encara no portava el cognom Centelles.
- Gilabert I, mort després del 1062, podria ésser-ne el successor.
- Guadall II, fill de l'anterior i mort abans del 1084, deixà dos fills: 
  - Berenguer
  - Guadall III, mort després del 1096, que fou el successor, intervingué en l'acta de consagració de Taradell el 1076

## Línia troncal dels Centelles
- Gilabert II Guadall, probablement fill seu, és el primer que prengué el cognom de Centelles: Gilabert II.
- Bernat I de Centelles, conseller de Ramon Berenguer IV de Barcelona i mort després del 1185.
- Ramon de Centelles, mort abans del 1204.
- Gilabert III de Centelles, veguer reial i mort després del 1204 lluitant contra el comte d'Empúries.
- Bernat II de Centelles, sembla que acompanyà el rei Pere II d'Aragó en la batalla de Las Navas de Tolosa; mort vers el 1238.
- Bernat III de Centelles, infeudà el castell de Sant Esteve a Pere de Santa Eugènia (1242).
- Gilabert IV, fill i hereu mort cap a 1294-1296, que es casà el 1267 amb Elisenda de Bellpuig.
- Bernat IV de Centelles i de Bellpuig (mort el 1320 o 1321) participà en la conquesta de Menorca per Alfons III d'Aragó el Franc i en l'expedició contra Almeria el 1290. Es casà amb Bearnesa de Montcada, senyora de Sentmenat, filla il·legítima del vescomte de Bearn.
- Gilabert V de Centelles (Gilabert de Centelles i de Montcada) (mort al Setge d'Esglésies, el 1324.[3])
- Eimeric I, germà de l'anterior, mort a Sogorb el 1336 d'una ferida rebuda al setge de Xèrica contra el rebel Pere de Xèrica.
- Ramon I de Centelles, fill de l'anterior, mort després del 1361 sense successió.
  - passa a Gilabert de Centelles i Riu-sec, senyor de Nules.

## Línies secundàries
Gilabert de Centelles i Riu-sec heretà la baronia de Centelles que destinà des del 1362 al seu fill segon, Eimeric de Centelles i de Vilanova, mentre que el primogènit, Pere de Centelles i de Vilanova, continuava la línia de Nules, esdevinguda primogènita, i es casà amb Ramoneta de Riusec, senyora del castell de Rebollet i d'Oliva.
D'altra banda, aquesta família fou coneguda pels nombrosos aldarulls que causà a la València del segle xv, amb el seu enfrontament amb la família Vilaragut. En la segona meitat del segle xvi, Magdalena de Centelles, comtessa d'Oliva, casà amb Carles de Borja, duc de Gandia, i totes les senyories dels Centelles valencians passaren als Borja. Al carrer dels Cavallers de València encara es conserva l'antic palau dels Centelles.